# Cab (hippomobile)
Pour les articles homonymes, voir CAB.
 (octobre 2017).
Si vous disposez d'ouvrages ou d'articles de référence ou si vous connaissez des sites web de qualité traitant du thème abordé ici, merci de compléter l'article en donnant les références utiles à sa vérifiabilité et en les liant à la section « Notes et références ».
Le cab est une voiture hippomobile, popularisée en Angleterre au XIXe siècle. Ses origines sont anciennes. C'est une voiture à deux roues, à deux places, couverte, avec un siège pour le cocher, surélevé, placé à l'arrière. Ce mot est une abréviation de cabriolet, c'est donc un type de fiacre. Le cab apparaît à Paris vers 1850.
Le terme est toujours en usage en Grande-Bretagne et dans les pays anglophones pour désigner un taxi automobile.

## Lehackney
L'histoire du cab remonte à l'année 1588, où un certain capitaine Baily, un vétéran des expéditions de Sir Walter Raleigh, mit à la disposition du public londonien quatre voitures sur le Strand. En 1621, de nouvelles voitures sont mises en circulation, à six places, tirées par deux chevaux. Elles sont appelées « hackneys ». Ce mot vient du nom d'une famille normande française, de Haquenée, établie en Angleterre à la suite de Guillaume le Conquérant, nom anglicisé en « Hackney ». La « haquenée » désignait au Moyen Âge un cheval de petite taille destiné aux femmes. Le hackney devint une race anglaise de chevaux, créée vers 1300, qui eut son stud-book en 1883 avec The Hackney Horse Society, à Norwich.
Ces voitures connurent un succès immédiat. En 1760, il y avait à Londres un millier de ces voitures, qui causaient déjà de gigantesques encombrements dans les rues.

## Lehansom cab
En 1823, arrive un nouveau type de voiture, plus confortable, plus rapide, le cabriolet, vite abrégé en cab. En 1834, l'architecte Joseph Aloysius Hansom, de Hinckley (Leicestershire), crée un nouveau modèle, dont il dépose le brevet le 23 décembre 1834. Il prend le nom de son inventeur : Hansom Safety Cab. Car la sécurité a été le principal souci dans sa conception : grâce à un centre de gravité abaissé, il est beaucoup plus sûr que les modèles précédents. Par la suite, Chapman modifie les lignes élégantes de Hansom pour améliorer le côté pratique, mais le cab conserve son nom et est définitivement installé. Le cab est léger, facilement manœuvrable dans les encombrements des rues, donc rapide, et peu coûteux car il peut être tiré par un seul cheval. Il peut emmener deux passagers, voire trois. Ils peuvent communiquer avec le cocher, assis à l'arrière de la caisse, par une petite trappe. À l'avant, des panneaux repliables protègent les jambes et les pieds. Dans les dernières versions, une vitre mobile achève la protection des passagers. Le cab voit aussi une nouvelle invention : le taximètre, mécanique qui calcule désormais le prix de la course, et qui lui vaudra le nom de taxicab.
Outre le cab traditionnel, il existait aussi des voitures plus grandes, à quatre roues, pouvant transporter quatre voyageurs ainsi que des bagages. Ces grands cabs faisaient plus spécialement le service des gares. C'était généralement un milord fermé.
Au sommet de sa diffusion, le cab circule à trois mille exemplaires. Il s'exporte dans les grandes villes de Grande-Bretagne, puis dans la plupart des grandes villes du monde, sans toutefois atteindre sa popularité londonienne. Le dernier cab anglais circulait encore en 1947.

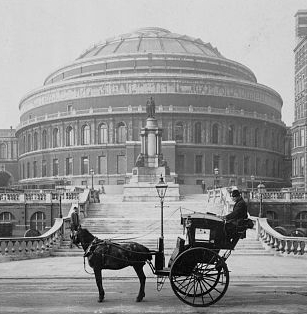
Un hansom cab devant le Royal Albert Hall, Londres, 1904.
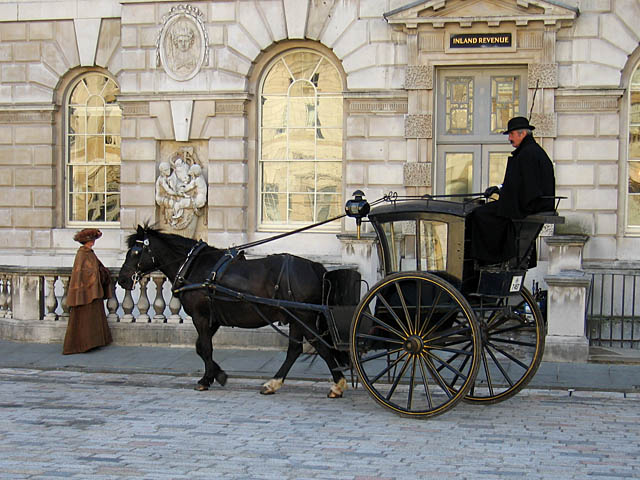
Un hansom cab filmé lors du tournage d'un épisode de Sherlock Holmes pour la télévision britannique en 2004.

## L'apparition du cab à Paris

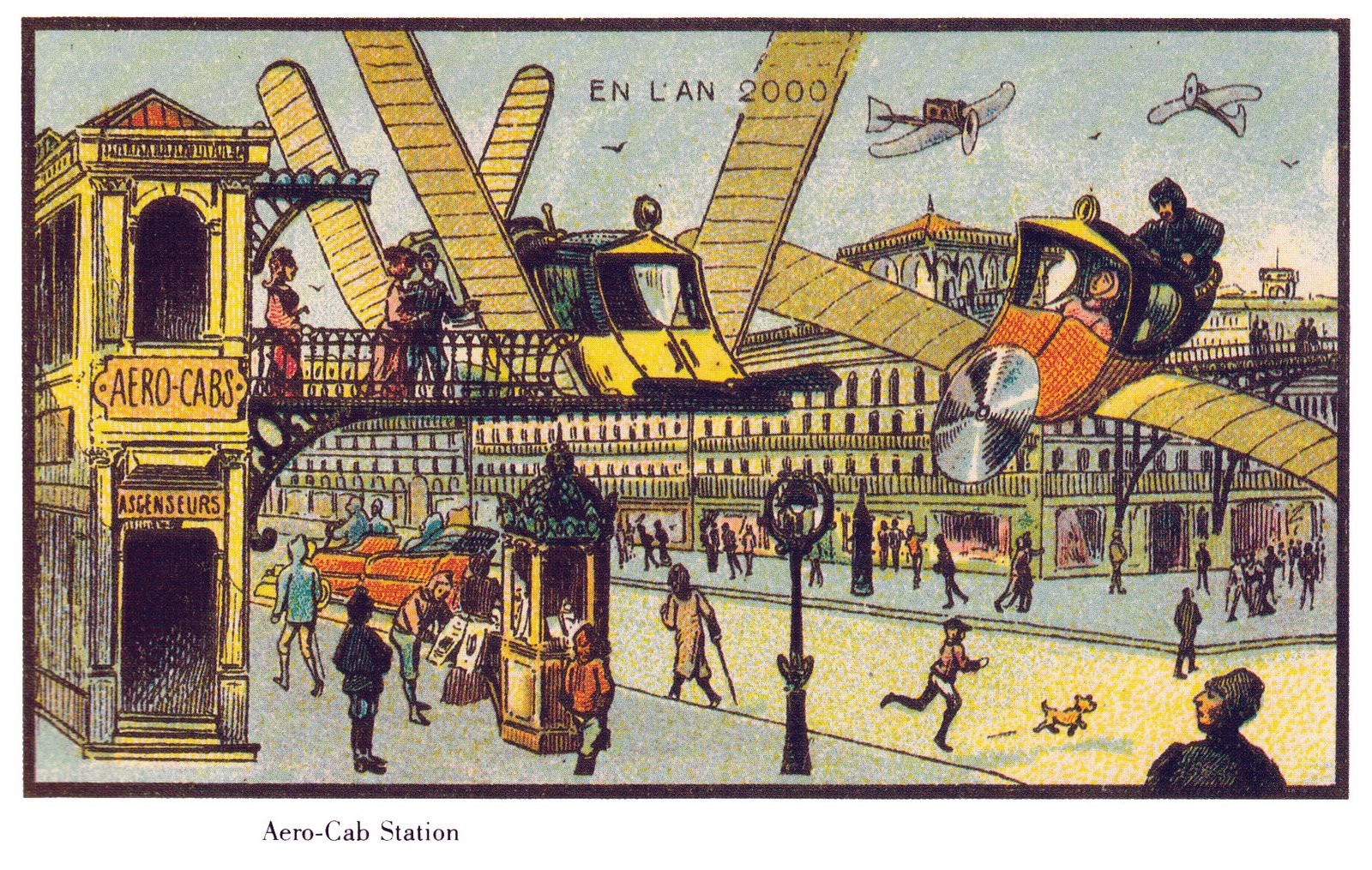
Aéro-cabs (en l'an 2000) par Jean-Marc Côté.

Un chroniqueur du Magasin pittoresque décrit ainsi l'apparition du cab à Paris en 1850 :

« Depuis plusieurs mois on voit passer rapidement dans les rues de Paris des cabriolets inventés en Angleterre, et que l'on appelle cabs. La singularité de ces nouveaux véhicules consiste en ce que le cocher est aussi éloigné que possible de ses chevaux : ce n'est pas encore tout à fait la réalisation de l'idée de ce personnage de comédie qui proposait d'atteler les chevaux derrière la voiture : mais, patience, on y viendra ; il faudra bien un jour rapprocher les animaux de leur guide. Le seul avantage évident de cette invention est que l'on n'a plus le regard arrêté par le corps du cocher ; mais aussi on a plus de peine à se faire entendre de lui ; et si l'on voyait un passant près d'être écrasé sous les pieds des chevaux, on serait dans l'impossibilité d'avertir le malheureux phaëton endormi, ivre ou inattentif, de lui saisir le bras, de le forcer à serrer les brides et à reculer. Quelle angoisse n'éprouverait-on point en pareille circonstance ! Ou nous ne connaissons pas assez nos Parisiens, ou cette appréhension pourra nuire à la fortune des cabs. »

Quarante ans plus tard, les Parisiens semblent être revenus de leurs appréhensions, mais s'amusent encore du fait que le cocher d'un hansom cab soit juché à l'arrière et non à l'avant du véhicule. Le romancier Richard O'Monroy écrit en 1891 :

« Le cab, ainsi que l'a dit un profond moraliste, est une voiture ainsi faite que de l'intérieur le supérieur ne voit pas le postérieur de l'inférieur qui est à l'extérieur. »

— Richard O'Monroy, Soyons gais, 1891